# Eriocaulon bromelioideum
Eriocaulon bromelioideum là một loài thực vật có hoa trong họ Cỏ dùi trống. Loài này được Lecomte mô tả khoa học đầu tiên năm 1908.